# Oh Seon-Taek
Oh Seon-Taek (25 de junio de 1980) es un deportista surcoreano que compitió en taekwondo.
Ganó dos medallas en el Campeonato Mundial de Taekwondo en los años 2003 y 2005, y una medalla en el Campeonato Asiático de Taekwondo de 2000. En los Juegos Asiáticos de 2002 consiguió una medalla de oro.

## Palmarés internacional
| Campeonato Mundial  | Campeonato Mundial                | Campeonato Mundial | Campeonato Mundial |
| Año                 | Lugar                             | Medalla            | Categoría          |
| ------------------- | --------------------------------- | ------------------ | ------------------ |
| 2003                | Garmisch-Partenkirchen (Alemania) | Medalla de bronce  | –78 kg             |
| 2005                | Madrid (España)                   | Medalla de oro     | –84 kg             |
| Juegos Asiáticos    |                                   |                    |                    |
| Año                 | Lugar                             | Medalla            | Categoría          |
| 2002                | Busan (Corea del Sur)             | Medalla de oro     | –78 kg             |
| Campeonato Asiático |                                   |                    |                    |
| Año                 | Lugar                             | Medalla            | Categoría          |
| 2000                | Hong Kong (China)                 | Medalla de oro     | –78 kg             |